# Ermek Quantaev
Ermek Bolathanūly Quantaev (in kazako Ермек Болатханұлы Қуантаев?, in russo Ермек Булатханович Куантаев?, Ermek Bulatchanovič Kuantaev; Qostanay, 13 ottobre 1990) è un calciatore kazako, difensore o centrocampista dell'Han-Táńiri.

## Palmarès

### Club

#### Competizioni nazionali
- Campionato kazako: 1

Tobol: 2010
- Coppa del Kazakistan: 2

Qaýrat: 2014, 2015
- Supercoppa del Kazakistan: 2

Qaýrat: 2016, 2017